# Korea Południowa na Letnich Igrzyskach Olimpijskich Młodzieży 2010
Koreę Południową na Letnich Igrzyskach Olimpijskich Młodzieży 2010 w Singapurze reprezentowało 72 sportowców w 18 dyscyplinach.

## Tenis stołowy
- Yang Ha-eun
- Kim Dong-hyun